# Gajusz Petroniusz
Gajusz Petroniusz (łac. Gaius Petronius, Gaius Petronius Arbiter ur. 27, zm. 66) – rzymski pisarz (poeta), filozof i polityk. Przypisuje się mu autorstwo znanej anonimowo powieści Satyricon („Satyrykon”).

## Życiorys
Krytykowany przez stoików za sybarytyzm, praktykował epikureizm. Według Tacyta Seneka zarzucał mu, że zamienia noc w dzień. Zdecydowanie wybierał epikurejskie przyjemności bezczynności. Jako przedstawiciel znakomitego rodu Petroniusz pełnił też jednak funkcje publiczne. Zarządzał Bitynią, rzymską prowincją w Azji. Udowodnił wtedy, że jest człowiekiem obowiązkowym i energicznym. W 62 lub 63 roku został konsulem.
Uzyskał duży wpływ na Nerona, znudzonego stoickim Seneką. Dla zafascynowanego kulturą grecką i uważającego się za artystę cesarza i dla jego zmanierowanego dworu stał się wyrocznią w sprawach dobrego smaku i wartości artystycznych – stąd określenie go mianem arbiter elegantiae (albo arbiter elegantiarum).
Swój wpływ na cesarza przypłacił nie tylko niechęcią Seneki, ale również nienawiścią prefekta pretorianów Ofoniusza Tygellinusa, który wykorzystał spisek na życie Nerona (65) do oskarżenia Petroniusza o kontakty z jednym z przywódców spisku, Gajuszem Pizonem. W związku z tym, podobnie jak Seneka i Lukan, zmuszony był popełnić samobójstwo.
Spodziewając się nieuchronnego wyroku śmierci, urządził ucztę, w trakcie której otworzył sobie żyły i zacisnął je opaską, aby opóźnić zgon. Przez kilka godzin dokonywał dyspozycji majątkowych, ucztował, rozmawiał z przyjaciółmi, słuchał recytacji i muzyki. W końcu zapadł w sen wieczny.

aby śmierć, aczkolwiek wymuszona, do przypadkowej była podobna. Nawet w testamencie nie schlebiał, jak większość tych, co ginęli, Neronowi ani Tygellinowi, ani żadnej innej wpływowej osobistości, lecz podawszy imiona bezwstydnych chłopców i niewiast, opisał sromoty cesarza i niezwykłość każdej rozpusty; pismo to opatrzył swoją pieczęcią i posłał Neronowi. Następnie pierścień skruszył, aby się nim później nie posługiwano w celu wtrącenia kogoś w niebezpieczeństwo.

Petroniusz jest jednym z głównych bohaterów powieści Quo vadis Henryka Sienkiewicza. W tę postać wcielili się: w amerykańskim filmie z 1951 Leo Genn, w amerykańskim miniserialu z 1985 Frederic Forrest, zaś w polskim filmie z 2001 – Bogusław Linda.

## Satyricon
Petroniuszowi przypisuje się autorstwo satyryczno-przygodowej powieści Satyricon liber („Satyrykon”, w przekładzie Władysława Michała Dębickiego). Zachowało się około dziesiątej części całości dzieła, napisanego w formie greckiego romansu, przedstawiającego w sposób zabawny, ale równocześnie bardzo realistyczny życie różnych warstw ówczesnego społeczeństwa rzymskiego.
Głównym bohaterem i narratorem powieści jest młody (około dwudziestoletni) mężczyzna imieniem Enkolpiusz, na którym ciąży klątwa Priapa, skutkująca całkowitą impotencją, a rzucona w konsekwencji świętokradztwa, jakiego młodzieniec dopuścił się wobec czci tego boga. Wraz z towarzyszącym mu chłopcem Gitonem Enkolpiusz wyrusza w podróż, która wiedzie od Marsylii, przez Italię, w kierunku południowym. Co jest celem tej podróży, nie wiadomo z powodu fragmentarycznego zachowania Satyriconu (w domniemaniu obydwaj zmierzają oni do Lampsakos, będącym kultowym centrum Priapa, dla przebłagania obrażonego bóstwa i zniesienia klątwy). W trakcie wędrówki przeżywają liczne przygody (m.in. Enkolpiusz przypadkowo ponownie obraża Priapa).
Jedną z charakterystycznych postaci spotkanych po drodze jest typowy nowobogacki: pozbawiony dobrego smaku i prostacki, ale bałwochwalczo uwielbiający kulturę, zamożny wyzwoleniec imieniem Trymalchion. W jego domu odbywa się najbardziej znany epizod powieści – uczta Trymalchiona, na którą dostają się dwaj bohaterowie. Uznaje się, iż postać Trymalchiona jest karykaturą Nerona.
Identyfikacja Gajusza Petroniusza Arbitra z autorem „Satyrykonu”, którego zachowane kopie rękopiśmienne nazywają Tytusem Petroniuszem, jest tylko hipotezą. Część badaczy, wskazując na pewne elementy w treści sugerujące czas akcji, uważa, że autor wcześniej działał w czasach Augusta lub Tyberiusza.
Swobodną adaptację filmową powieści Petroniusza nakręcił w 1969 r. Federico Fellini.